# Nicrophorus morio
Nicrophorus morio là một loài bọ cánh cứng trong họ Silphidae được miêu tả bởi F.A. Gebler in 1817.